# Páramo

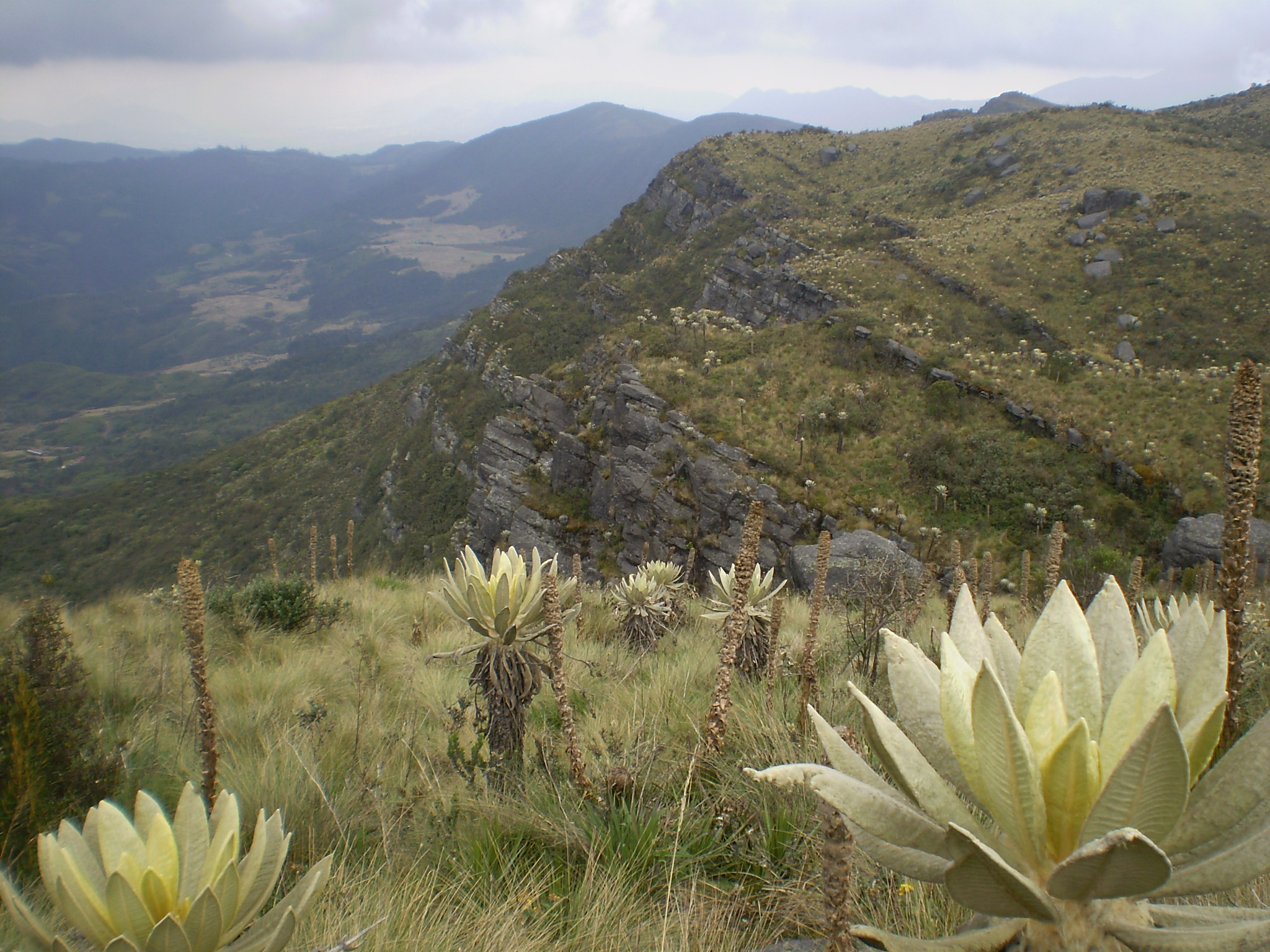
Páramo tại Colombia

Páramo là một hệ sinh thái thảo nguyên nhiệt đới của Tân thế giới. Páramo có mặt trên núi ở cao độ bên trên đường hạn lâm (khoảng 3.800 m trở lên) cho tới tận đường tuyết tuyến nơi tuyết phủ quanh năm (khoảng 5.000 m trở lên). Hệ sinh thái này bao gồm thung lũng và bình nguyên, về mặt địa hình chủ yếu do sông băng cấu tạo nên có thể xen kẽ ao hồ, đầm lầy và đồng cỏ ẩm ướt pha trộn với rừng thấp (vùng cây bụi). Khoảng 57% diện tích thuộc hệ sinh thái này nằm trong nước Colombia.

## Vị trí
Páramo phổ biến nhất ở miền bắc dãy Andes, khoảng từ 11° vĩ bắc tới 4,5° vĩ nam, bao gồm mấy dải không liên tục giữa Cordillera de Mérida thuộc Venezuela và thung lũng Huancabamba ở miền bắc Ecuador. Ngoài ra còn có ba địa điểm khác có páramo: dãy núi Cuchumatanes ở Guatemala, Cordillera de Talamanca ở Costa Rica lan sang Panamá, và Sierra Nevada de Santa Marta ở Colombia. Páramo lớn nhất thế giới là Sumapaz, thuộc Colombia, cách Bogotá 30 km về phía nam. Một páramo điển hình và tương đối còn nguyên vẹn là trạm sinh học Guandera ở miền bắc Ecuador.
Sinh thái páramo chiếm khoảng 35.000 tới 77.000 km² trên thế giới. Hai con số chênh lệch nhau khá nhiều vì giới hạn páramo di dịch chứ không cố định. Sinh hoạt của con người như việc phá rừng, làm rẫy, chăn nuôi mục súc đã tác động đến đường hạn lâm trên núi khiến khó phân biệt giữa páramo tự nhiên và đồng cỏ do con người khai quang. Khu vực giáp với páramo cũng bị ảnh hưởng trực tiếp hay gián tiếp từ sinh hoạt con người.
Thảo nguyên vùng núi cao nhiệt đới tương tự như páramo cũng có mặt trên các lục địa khác, chẳng hạn như dải đồng cỏ núi cao châu Phi, kéo dài từ Ethiopia và Uganda tới Kenya, Tanzania và Nam Phi. Với tầm vóc nhỏ hơn, New Guinea và Indonesia cũng có dạng sinh thái này.

## Thảm thực vật

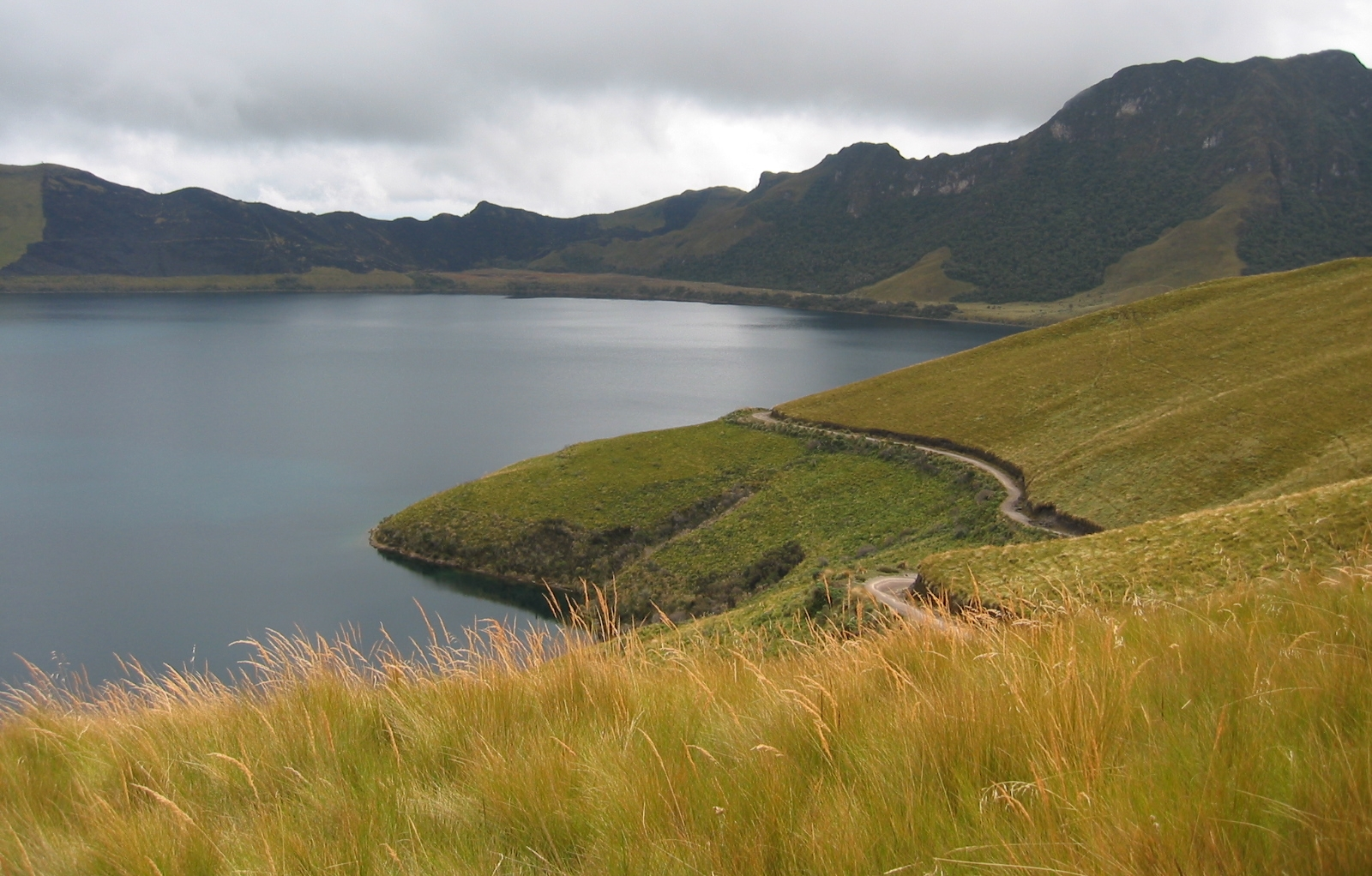
Thảm thực vật páramo điển hình ven hồ Caricocha, Mojanda, Ecuador.

Sự xuất hiện cô lập và phân mảng của páramo trên các cao nguyên Andes hình thành nên mức độ hình thành loài cao và tính đặc hữu cực cao. Hệ sinh thái này chứa khoảng 5.000 loài thực vật khác nhau. Khoảng 60% số loài là đặc hữu, thích nghi với các điều kiện tự nhiên-hóa học và khí hậu cụ thể, chẳng hạn như áp suất khí quyển thấp, bức xạ tia cực tím mạnh và các tác động làm khô nhanh của gió. Thảm thực vật này bao gồm chủ yếu là các bụi cỏ, các cụm cây cỏ hình hoa thị sát mặt đất, các cây bụi thấp, thực vật đệm và các cụm cây cỏ hình hoa thị lớn dễ thấy, thuộc các chi Espeletia (họ Asteraceae) và Puya (họ Bromeliaceae).
Tại một số khu vực, gradient thảm thực vật theo độ cao là rõ nét. Trong khu vực cận dưới páramo, 2.500-3.100 m về cao độ, các cụm cây bụi và cây gỗ nhỏ xen kẽ với đồng cỏ. Các rừng mây rộng lớn có thể phát triển ở một số nơi, bao gồm các dạng cây gỗ nhỏ, vặn xoắn và xương xẩu với lá nhỏ và dày và nhiều loài thực vật biểu sinh. Trong khu vực páramo thật sự (3.100 - 4.100 m), các đồng cỏ chiếm ưu thế và các dải cây gỗ như Polylepis và Gynoxys chỉ xuất hiện tại các khu vực trú ẩn dọc theo các con suối. Khu vực cận trên páramo là một dải hẹp với thảm thực vật thưa thớt nằm giữa các đồng cỏ páramo và đường tuyết vĩnh cửu. Trong mọi dải thảm thực vật, các kiểu thảm thực vật phi địa đới (đầm lầy đệm, bãi lầy, thảm thực vật thủy sinh) xuất hiện tại các khu vực bằng phẳng và cực kỳ ẩm ướt.
WWF đã nhận dạng 5 kiểu khu vực sinh thái páramo khác biệt:
- Páramo Trung Cordillera (Ecuador)[4]
- Páramo Cordillera de Merida (Venezuela)[5]
- Páramo Bắc Andes (Colombia và Ecuador)[6], trong đó bao gồm cả Páramo Sumapaz (Colombia)[7]
- Páramo Santa Marta (Colombia)[8]
- Páramo Costa Rica hay páramo Talamanca (Costa Rica, Panama)

## Vai trò kinh tế-xã hội
Mặc dù nằm trong khu vực hẻo lánh xa xôi với khí hậu ẩm ướt và lạnh lẽo, nhưng hoạt động của con người tại đây không phải là không phổ biến. Sự hiện diện của con người tại phần cao của dãy núi Andes có niên đại từ thời tiền sử, nhưng chủ yếu bị hạn chế trong việc chăn thả quảng canh nhiều loại gia súc gặm cỏ khác nhau. Tuy nhiên, páramo còn có một số vai trò môi trường khác. Vai trò quan trọng nhất là tích lũy cacbon hữu cơ và cung cấp nước. Các con sông bắt nguồn từ páramo có đặc trưng là có lưu lượng cơ sở ổn định và cao. Do các khó khăn trong việc khai thác nước ngầm nên nước bề mặt từ páramo được sử dụng nhiều trong cung cấp nước uống, tưới tiêu và cung cấp năng lượng (các nhà máy thủy điện).